# Anka Film
Anka Film ist eine türkische Filmproduktionsfirma.
Sie produzierte 2007 zusammen mit einer deutschen Produktionsfirma den Deutschen Filmpreis-Gewinner 2008 Auf der anderen Seite. Als Lineproducer war die Firma, die 1994 erstmals in Erscheinung trat, zuvor bereits an internationalen Kinoproduktionen wie dem James-Bond-Film Die Welt ist nicht genug und dem Jackie-Chan-Film Spion wider Willen beteiligt. Auch die türkische Line von Gegen die Wand wurde 2004 von Anka produziert. In der Türkei ist die Firma neben der Produktion nationaler Kinofilme wie Diebstahl alla turca vor allem auch noch im Bereich Fernsehen und Werbefilm tätig.
Anka Film besteht aus den Produzenten Ali Akdeniz, dessen erste Produktionsfirma Panfilm bei seinem Einstieg schon zu den erfolgreichsten der Türkei gehörte, Erhan Özoğul und Funda Ödemiş.